# This Time Tomorrow
«This Time Tomorrow» es una canción del grupo de rock inglés, The Kinks, escrita por Ray Davies, en estilo de folk rock. Fue incluida como la primera canción del lado B, del álbum Lola Versus Powerman and the Moneygoround, Part One, lanzado en 1970.

## Inspiración y letras
El auto declaró:

Sentí que había perdido el contacto con mi familia. Porque había estado en una burbuja de la música pop durante cinco años y ya no conocía a las personas que me rodeaban. 'This Time Tomorrow' trataba sobre la fugacidad y un mundo efímero. Nubes, ¿dónde jugamos mañana y qué haré mañana como persona? Es una canción flotante y yo estaba flotando en una era diferente. Seguir la corriente por un tiempo, hasta que descubra dónde quiero estar.
Ray Davies

Como la mayoría de las canciones en Lola Versus Powerman and the Money-Go-Round, Part One, This Time Tomorrow critica a la industria musical, en especial la monotonía de estar en el camino de concierto en concierto. Ray se pregunta constantemente donde estará mañana, ya que toma muchos vuelos de avión.

## Composición
"This Time Tomorrow" abre con el sonido de un avión volando, seguido de dos guitarras, una acústica y otra guitarra resonadora de National Steel. La canción también presenta al pianista de Kinks, John Gosling.

### Grabación
La canción fue una de las primeras apariciones de Gosling en un disco de The Kinks. De hecho, la canción estaba entre las pistas que Gosling intentó el primer día que audicionó para los Kinks.

## En la cultura popular
La canción fue incluida junto a Strangers y Powerman en el soundtrack de la película de Wes Anderson, The Darjeeling Limited, y subsecuentemente apareció en la banda sonora de la película. Esta escena fue incluida como la número 9 en la lista de la revista Paste como el noveno "Mejor Momento Musical de las Películas de Wes Anderson" (de entre 30 elecciones).
En el año 2005, This Time Tomorrow hizo una aparición en la película francesa de Philippe Garrel, Les amants réguliers.
En mayo de 2014, se utilizó una versión de la canción realizada por Gaz Coombes en el anuncio de televisión "Never Standing Still" para conmemorar el 150 aniversario del minorista John Lewis. En 2020, la versión original, de los Kinks aparece durante los créditos finales del episodio 2 ("Gloria") de la serie de televisión Mrs. America.